# 1724 Vladimir
1724 Vladimir eller 1932 DC är en asteroid i huvudbältet som upptäcktes 28 februari 1932 av den belgiske astronomen Eugène Joseph Delporte i Uccle. Det har fått sitt namn efter en släkting till den serbiske astronomen Milorad B. Protić.
Asteroiden har en diameter på ungefär 38 kilometer.